# Millennium Bank România
Millennium Bank România a fost o bancă din România care a intrat pe piața românească în octombrie 2007.
Millennium Bank era subsidiara celui mai mare grup privat din Portugalia, Millennium bcp, și și-a început activitatea pe piața românească prin deschiderea simultană a 39 de sucursale, în București și în opt orașe din țară.
La finalul anului 2009, banca avea 27.000 de clienți.
La finalul anului 2006, Millennium bcp a avut un venit net de 780 milioane euro și active de aproximativ 50,9 miliarde euro,
ajungând la 93,9 miliarde euro în septembrie 2009.
La sfârșitul anului 2010, Millennium Bank avea peste 45.000 de clienți și 731 de angajați.
În iulie 2014, OTP Bank România a preluat Millennium Bank România, fuziunea fiind finalizată din punct de vedere operațional în noiembrie 2015.